# Ruby Lin
Ruby Lin Xinru (en chino tradicional, 林心如; pinyin, Lín Xīnrú; Taipéi, 27 de enero de 1976) es una productora, actriz y cantante pop taiwanesa. El crítico de entretenimiento Derek Elley la nombró como la «reina del drama de la televisión taiwanesa»

## Biografía
Es muy buena amiga de la actriz Liu Tao.
En 1995 comenzó a salir con el actor Jimmy Lin, pero la relación terminó en 1997. 
En mayo del 2016 anunció que estaba saliendo con el actor Wallace Huo, la pareja se casó el 31 de julio del mismo año en el hotel Bulgari en Bali, entre las celebridades que asistieron a la boda fueron las actrices Zhao Wei, Fan Bingbing, Shu Qi, Zhou Xun, Liu Tao y Liu Shishi, el cantante Nicky Wu y el actor Hu Ge. La pareja le dio la bienvenida a su primera hija en enero del 2017.

## Carrera
Ella saltó a la fama en toda Asia después de protagonizar la serie de televisión de Taiwán "Regreso de Princessa Perla".

## Filmografía

### Películas
| Año  | Título                        | Rol             | Notas | Director         |
| 1995 | School Days                   | Princess        |       |                  |
| 1999 | My Wishes                     | Mao Mei         |       | Lam Yee Hung     |
| 1999 | Bad Girl Trilogy              | Yi Ge Ming Xing |       |                  |
| 2000 | A Matter of Time              | Mei Jia Hui     |       |                  |
| 2000 | The Mirror                    | Judy            |       | Siu Wing         |
| 2000 | Winner Takes All              | Wen Jing        |       | Clifton Ko       |
| 2001 | Comic King                    | Chu Qi          |       | Chu Qi           |
| 2001 | China Strike Force            | Ruby            |       | Stanley Tong     |
| 2002 | Dragon's Love                 | Long Er         |       |                  |
| 2003 | Life Express                  | Sun Xin Xin     |       | Blacky Ko        |
| 2004 | Love Trilogy                  | Lui Hai         |       | Derek Chiu       |
| 2005 | Kill Two Birds with One Stone | Zhang Xin Xin   |       | Chu Yin-Ping     |
| 2009 | Evening of Roses              | Xia Mei Gui     |       | Ng See-Yuen      |
| 2009 | Sophie's Revenge              | Lucy            |       | Eva Jin          |
| 2010 | Driverless                    | Wang Dan        |       | Zhang Yang       |
| 2010 | You deserve to be single      | Fei Er          |       |                  |
| 2012 | Blood Stained Shoes           | Su Er           |       | Raymond Yip      |
| 2013 | The Hounted House             | Xia Li Dong     |       |                  |
| 2013 | My Lucky Star                 | Lucy            |       | Dennie Gordon    |
| 2014 | The House That Never Dies     | Xu Ru Qing      |       | Raymond Yip      |
| 2015 | The Wonderful Wedding         | Li Shu Fen      |       | Huang Chao-liang |
| 2016 | Phantom of the Theatre        | Meng Sifan      |       | Raymond Yip      |
| 2016 | The Precipice Game            | Liu Chenchen    |       | Wang Zao         |

### Series de televisión
- Copycat Killer (2023)
- Singing All Along (2016)
- Magical Space-time (2016)
- Monopoly Exposure (2014)
- The Way We Were (2014)
- Young Sherlock (2014)
- Flowers and Mists (2013) - Invitado Especial
- The Patriot Yue Fei (2013)
- Ma Zu (2012)- Guest Appearance
- Drama Go Go Go (2012)
- The Glamorous Imperial Concubine (2011)
- Nuevo Regreso de Princessa Perla (2011) - Invitado Especial
- Schemes of a Beauty (2010)
- Three Kingdoms (2010)
- Love in Sun Moon Lake (2009)
- The Legend and the Hero II (2009)
- Su DongPo (2009) - Guest Appearance
- Ancestral Temple (2007)
- Da Li Princess (2006)
- Star Boulevard (2006)
- Sound of Colors (2006)
- Paris Sonata (2006)
- Magic Touch of Fate (2005)
- Amor de Tarapaca (2004)
- Flying Daggers (2003)
- Boy and Girl (2003)
- Half Life Fate (2003)
- Only-You (2002)
- Taiji Prodigy (2002) - Guest Appearance
- The Chor Lau Heung (2002)
- Wulung Prince (2002) - Guest Appearance
- Romance in the Rain (2001)
- Duke of Mount Deer (2001)
- The Legend of Master (2000)
- Regreso de Princessa Perla II (1999)
- Food Glorious Food (1999)
- Magic Chef (1998)
- Regreso de Princessa Perla (1998)
- Last Tango in Shanghai (1997)
- New Justice Bao: Plum Flower Thief (1997)
- An emergency Mission (1997)
- Asian Flower Bud (1996)
- Angel's Dust (1996)
- Taiwan Mysterious Affairs (1996)
- The Root (1996)
- Story Of Dragon Dynasty (1996)
- Taiwan Heavy Case Records (1995)

### Teatro
- Tian Mi Mi (Sweet, Sweet love) 2010

### Programas de variedades
| Año              | Programa          | Notas                  |
| ---------------- | ----------------- | ---------------------- |
| 2019             | The Inn 3         |                        |
| 2009, 2016, 2019 | Happy Camp        | 3 episodios - invitada |
| 2015             | Hurry Up, Brother | (ep. #3.05) - invitada |
| 2011             | Day Day Up        | invitada               |